# Leyendas del Atlético de Madrid
Leyendas del Atlético de Madrid (110 jugadores que han escrito la historia del club rojiblanco) es un libro escrito por los periodistas españoles Miguel Ángel Guijarro y Nacho Montero (junio de 2013, Lid Editorial) con motivo del 110 aniversario del Club Atlético de Madrid. La obra repasa las biografías de los grandes jugadores de la historia del club desde su fundación en 1903 hasta nuestros días. En la obra colaboran los propios exfutbolistas o sus familiares aportando el material fotográfico.

Dividido por demarcaciones en el campo; porteros, defensas, centrocampistas y delanteros, el lector descubre las trayectorias de los ídolos de la historia del club. Desde sus inicios en el fútbol, su llegada al equipo, sus logros deportivos y su vida posterior a la retirada del deporte. 

El prólogo está escrito por Adelardo Rodríguez, el jugador que más partidos oficiales ha disputado con la camiseta del club. En el interior del libro se pueden encontrar varias infografías realizadas por el artista gráfico Miguel Ángel Fernández en las que se hace un recorrido desde principios de siglo por la evolución de los balones, las camisetas y los dos estadios del Atlético, el Estadio del Metropolitano y el Estadio Vicente Calderón.

## Porteros
| - Abel Resino - stiven olvera ''''''''''''''''' - Edgardo Madinabeytia | - Marcel Domingo - Ángel Jesús Mejías - Mono Burgos - Oblak | - José Francisco Molina - Pato Fillol | - José Pacheco - Manuel Pazos | - Miguel Reina - Roberto Rodríguez Aguirre | - Miguel San Román - Tabales |

## Defensas
| - Juan Carlos Aguilera - Alvarito - Antonio López Guerrero - Alfonso Aparicio - Juan Carlos Arteche - Isacio Calleja - Juan Carlos Arteche - Panadero Díaz | - Isacio Calleja - Alberto Callejo - José Luis Capón - Clemente Villaverde - Eusebio Bejarano - Ramón Gabilondo - Jesús Glaría - Juanito Rodríguez - Jorge Griffa - Heriberto Herrera - Rafael González Iglesias - Julio Alberto Moreno - Juan Manuel López Martínez - Diego Lozano | - Marcelino Pérez - Jesús Martínez Jayo - Francisco Delgado Melo - José Mesa Suárez - Miguel Ángel Ruiz - Iselín Santos Ovejero - Luis Amaranto Perea | - Luis Edmundo Pereira - Pololo (futbolista) - Juan Martín Mugica - Ramiro Rodrigues Valente - José Luis Riera - Feliciano Rivilla - Diego Godin | - Santi Denia - Roberto Solozábal - Rafael García Repullo - Tomás Reñones - Toni Muñoz - Miroslav Votava |

## Centrocampistas
| - Adelardo Rodríguez - Rubén Ayala - José Luis Pérez Caminero - Antonio González Álvarez (Chuzo) - José Dirceu Guimarães | - Donato Gama da Silva - Roberto Fresnedoso - Germán - Luis Olaso | - Alfonso Olaso - Javier Irureta - José Hernández González(Lobito Negro) - Julio Prieto | - Jesús Landáburu - Eugenio Leal - Leivinha - Francisco Machín Domínguez | - Roberto Marina - Jorge Alberto de Mendonça Paulino - Enrique Ramos González (Quique Ramos) - Bernd Schuster | - Diego Simeone - Andrés Tuduri - Juan Vizcaíno - Santi Denia - Milinko Pantić |

## Delanteros
| - Agustín Sánchez Quesada - Alberto Fernández Fernández - Alfonso Silva Placeres - Alfredo Santaelena - Francisco Martín Arencibia - Baltazar Maria de Morais Júnior | - Heraldo Bezerra - Larby Ben Barek - Henry Carlsson - Chacho - Enrique Collar - Julio Antonio Elícegui - Diego Costa - Luis Suárez | - Radamel Falcao García - Adrián Escudero - Fernando Torres - Diego Forlán - Paulo Futre - José Eulogio Gárate - David Villa | - José Juncosa - Kiko - Luis Aragonés * Manolo Sánchez Delgado - Marcos Alonso Peña - Martín Marculeta - Diego Alonso | - Miguel González Pérez - Miguel Jones Castillo - Paco Campos - Milinko Pantić - Juan Carlos Gómez Pedraza - Antoine Griezmann | - Joaquín Peiró - Rubén Cano - Juan José Rubio - Ignacio Salcedo - José Ufarte - Juan Vázquez Tenreiro - José Enrique Cardona - Sergio Agüero |